# Óblast del Caspio
La óblast del Caspio era una división territorial del Imperio ruso. 

## Historia
La óblast del Caspio se formó en medio de la guerra del Cáucaso, sobre la base de la ley sobre la reforma administrativa, aprobado por el emperador Nicolás I el 22 de abril (10 de abril) de 1840 titulado "Establecimiento de la dirección del borde de Transcaucasia".
Bajo el nuevo sistema la óblast del Caspio quedó compuesta de siete ókrugs (distritos): Shirvan, Karabaj, Sheki, Talyshinsky, Bakú, también el "Distrito Militar Especial de Derbent" en las regiones limítrofes con Daguestán, que duraron alpinistas luchan por la independencia . Por lo tanto. región Caspian cubrió un área de la antigua Arrán, junto con las tierras adyacentes de los armenios.
La ley del 10 de abril de 1840 introdujo cambios sustanciales en el sistema de gobierno local. Las antiguas instituciones fueron sido sustituidos por otros nuevos, que operaban con los mismos principios que en las óblasts del interior de Rusia.
El 25 de diciembre de 1840 en Shemaka la junta regional abrió en pleno con los miembros del Consejo de Estado, senadores y consejeros a la cabeza de Baron Paul Gan. El 1 de enero de 1841 todo el corpotarivo se puso en marcha.
Un decreto imperial del 14 de diciembre de 1846 se introdujeron modificaciones en la organización administrativa y territorial de la óblast del Cáucaso. Toda la región fue dividida en cuatro gubernias: Tiflis, Kutaisi, Shemaka y Derbent; de esta manera la óblast del Caspio fue eliminada.
El 28 de mayo de 1918 en la parte sur de la antigua óblast del Caspio fue creado un Estado propio que tomó el nombre oficial de Azerbaiyán.